# Араканські царства
Араканські царства — державні утворення на території сучасної М'янми.

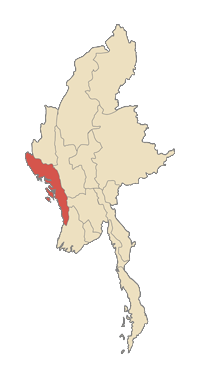
Аракан на карті сучасної М'янми

Історична область Аракан простягнулася вузькою смугою уздовж східного узбережжя Бенгальської затоки, а від основної території М'янми відділена Чинськими горами. Це сприяло її більшим зв'язкам з Індією, ніж з основною територією М'янми, і перші державні утворення в Аракані з'явилися під впливом індійської цивілізації. Традиційна історіографія відносить їх зародження до 3325 до н. е., проте ні епіграфіка, ні археологія не можуть підтвердити обґрунтованість цієї дати.
У перші століття нашої ери центром араканської державності було місто Діньяваді в районі сучасного Ак'яба. У 788 році столицею стало місто Вейшалі. Воно залишалося столичним до кінця XI століття, тому й саму середньовічну араканську державу в історіографії також називають Вейшалі.
До теперішнього часу не вдалося відтворити скільки-небудь цілісної картини навіть політичного життя цієї держави. За знахідками медалей і монет вдалося з'ясувати лише імена правителів і періоди їхнього перебування на троні. Написи на монетах зроблені шрифтом деванагарі, назви династій в Діньяваді і Вейшалі також були індіанізовані, правителі зазвичай зображувалися з емблемами Шиви. З перших століть нашої ери в Аракані поширилися також індійські релігії  — буддизм і брахманізм.
У араканських хроніках майже не збереглося свідчень про взаємозв'язки з державою Шрикшетра, хоча є згадка про те, що в IX столітті онук араканського царя одружився з принцесою П'ю, і про війни з П'ю в X столітті. Однак, оскільки до цього часу держава Шрикшетра вже перестала існувати, вчені вважають, що швидше в хроніках знайшли відображення спроби завоювання Аракану більш пізньою державою — Паганом. Паган зумів нав'язати данинні відносини лише північній частині Аракана, при цьому його правителі залишилися суверенними.
Після того, як в XIII столітті Паганські царство було розгромлено монголами і розпалося на частини, Аракан став повністю незалежним. Від набігів шанів, котрі вигнали монгольських ставлеників і почали засновувати свої держави, Аракан був позбавлений завдяки тому, що був відділений від центральної рівнини горами, і зайняті міжусобною боротьбою шани не могли виділити сили на настільки важку експедицію. Однак з іншого боку незалежності Аракану погрожував Бенгальський султанат.
За правління араканського царя Мінтхі (1279-1374) відбувся напад на Аракан бенгальського флоту. Араканцям вдалося потопити ворожі судна, перегородивши гирло річки Хіньян біля Читтагонга, закидавши їх камінням і спустивши на них по річці запалені плоти.
У 1374 році частина араканських правлячих верств звернулася до царя держави Ава - Мінджіу Свасоке - з проханням призначити на вільний араканський трон свого ставленика, що той і зробив. У 1381 році він проголосив царем Аракана свого сина, якого араканці, однак, скинули в 1385 році.
У 1404 році на араканському троні утвердився цар Нарамейхла (Мінсоман), проте через два роки авські війська знову посадили тут свого ставленика. Нарамейхла втік в Бенгалію. Допомога бенгальців дозволила Нарамейхлі в 1430 році проголосити незалежність Аракана. У 1433 році він заснував нову столицю - М'яу-У (Мрохаун). Так з'явилося середньовічна араканська держава.